# Алтус (авиабаза)
Алтус (авиабаза) — авиабаза ВВС США, расположенная в пределах города Алтус, Оклахома. На базе расположено 97-й воздушное мобильное авиакрыло, которое входит в состав Учебного авиационного командования США (AETC) Девятнадцатой армии ВВС США (19 АФ).

## Список военных частей

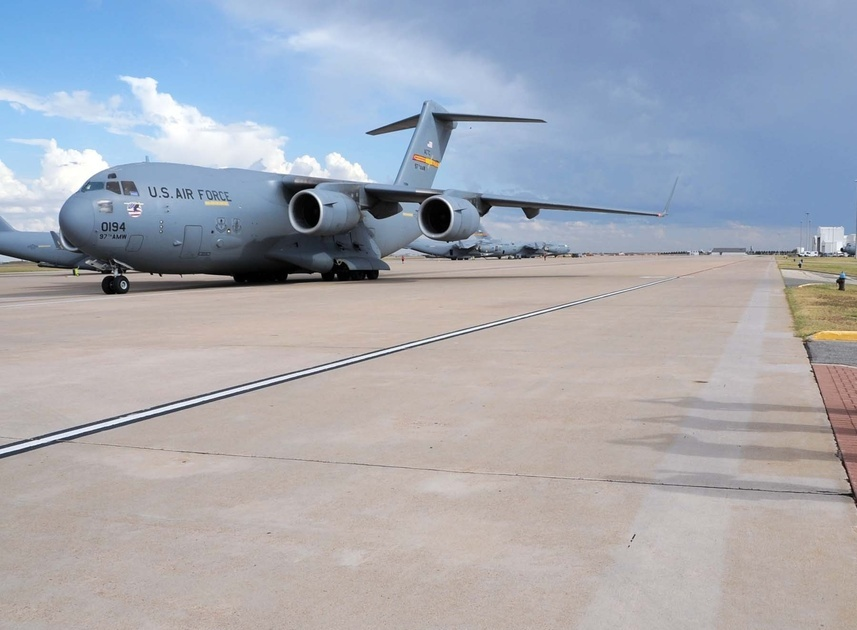
Boeing C-17 Globemaster III ВВС США на базе в 2011 году

- 97 оперативная группа — Планирует и осуществляет на самолётах C-17 и KC-135 подготовку молодых лётчиков и прочего персонала до 3000 студентов в год. В составе группы транспортные самолёты C-17 Globemaster III и самолёты-заправщики KC-135, специализирующихся на выброске десанта и дозаправке в воздухе, обеспечивая глобальный охват для боевых и чрезвычайных операций. Обеспечивает управление воздушным движением и прогнозы погоды для воздушных операций.
- 97-я Оперативная авиаэскадрилья поддержки
- 97-я Учебная авиаэскадрилья
- 54-я Эскадрилья дозаправщиков (KC-135)
- 55-я Эскадрилья дозаправщиков (KC-135)
- 58-я Транспортная авиаэскадрилья (McDonnell Douglas C-17 Globemaster III)
- 97-я Авиагруппа поддержки. Обеспечивает поддержку инфраструктуры и жизнеобеспечения для персонала авиабазы. Поддерживает глобальное развёртывание сил ВВС США с готовым персоналом и оборудованием.
- 97-я медицинская авиагруппа. Обеспечивает максимальную боеготовности и боеспособность личного состава авиабазы путём содействия здоровью, безопасности и морального духа военнослужащих действительной службы. Организует и обеспечивает медицинское обслуживание в поддержку чрезвычайных операций США во всем мире.